# Massimo Tecca
Massimo Tecca (Roma, 16 marzo 1958) è un giornalista e telecronista sportivo italiano.

## Biografia
Inizia la sua carriera giornalistica nel 1978, quando si reca in Argentina per i campionati mondiali con l'accredito del giornale di quartiere La parola al popolo, diretto da Romolo Reboa. Dall'Argentina Massimo Tecca comincia a scrivere per il giornale Paese Sera fino al 1984; un anno dopo passa al Corriere Dello Sport-Stadio, dove rimarrà per sei anni. In questo periodo è anche collaboratore per due emittenti televisive locali romane, VideoUno e GBR.
Nel 1991 entra a far parte della redazione sportiva di Tele+2, per la quale diventa telecronista dapprima delle partite della Primera División e del calcio internazionale, del quale cura anche alcune rubriche. Dalla stagione 1996–1997 del campionato italiano. Sono sue le telecronache dei primi anticipi televisivi nella storia del Campionato di Serie B, successivamente passerà alle telecronache della Serie A.
Nel 1999 passa a Stream TV, per la quale diviene il telecronista delle principali partite trasmesse da questa piattaforma digitale, compresa la UEFA Champions League della quale è la voce principale delle partite in cui sono impegnate squadre italiane. Ha commentato 5 finali consecutive, compresa Milan-Juventus nel 2003 dallo stadio di Manchester.
Dal 2003, con la fusione di Tele+ e Stream in SKY Italia, entra nella redazione sportiva, ricoprendo il ruolo di telecronista per la Serie A e per la UEFA Champions League, di cui è una delle voci principali assieme a Maurizio Compagnoni, Fabio Caressa, Riccardo Trevisani e Massimo Marianella. Inoltre ha fatto parte della "spedizione" SKY in occasione dei Mondiali di Germania 2006, dei quali ha commentato le partite giocate dal Brasile e la semifinale tra Portogallo e Francia.
La sua voce è anche in alcuni videogiochi calcistici. Insieme ad Aldo Serena è cronista in 3 edizioni di PC Calcio, nel quale, tuttavia, non veniva mai nominato per cognome. Con Luca De Capitani ha fatto l'analista nelle partite di Pro Evolution Soccer 2 e Pro Evolution Soccer 3.
| Controllo di autorità | VIAF (EN) 29790776 · ISNI (EN) 0000 0000 0319 2985 · SBN UBOV321568 |